# Нижегородско-Суздальское великое княжество
Нижегоро́дско-Су́здальское вели́кое кня́жество — одно из княжеств Северо-Восточной Руси, существовавшее в период 1341—1392, в 1393, 1411—1414, в 1425 и в 1446—1447.
Занимало территорию по р. Ирмесу, среднему течению реки Нерли Клязьминской, нижним течениям Клязьмы и Оки, среднему течению Волги от низовьев реки Унжи до низовьев реки Суры. Основными его центрами были Суздаль, Юрьевец, Городец. Столица — Нижний Новгород.

## История

### Нижегородское княжество
Формально Нижегородское княжество возникло в начале XIV века в результате переноса Борисом Даниловичем своей резиденции из Городца в Нижний Новгород. После его кончины в 1320 году, княжество вновь вернулось в состав великого Владимирского княжества. После Тверского восстания в 1327 году и раздела Владимирского великого княжества на 2 части территория Нижегородского княжества вошла в состав владений великого князя владимирского Александра Васильевича, а после его смерти перешла под управление Ивана Калиты, который владел ей до своей смерти в 1340 году.

### Нижегородско-Суздальское великое княжество
Нижегородско-Суздальское княжество образовалось в октябре 1341 года, когда хан Золотой Орды Узбек-хан разделил Владимирское великое княжество, передав Нижний Новгород и Городец суздальскому князю Константину Васильевичу. Впрочем, К. А. Аверьяновым было высказано мнение, что суздальский князь получил Нижний Новгород и Городец как компенсацию за несостоявшийся брак своей дочери Антониды с великим князем Семеном Гордым.
Весной 1343 года Семен Гордый попытался захватить власть в Нижегородском княжестве, заручившись поддержкой нижегородских и городецких бояр, однако ханский суд оставил княжество у Константина Васильевича и выдал ему на расправу мятежных бояр, которых казнили на торгу.
Подъём Нижнего Новгорода в первой половине XIV века привёл к перенесению в 1350 году туда из Суздаля столицы вновь образованного княжества. Развитие феодального землевладения и торговли, особенно в Поволжье, поддержка со стороны Орды и Новгорода позволили князьям Нижегородско-Суздальского княжества Константину Васильевичу и его сыну Дмитрию вести борьбу с московскими князьями за великое княжение владимирское.
22 июня 1360 года Дмитрий Константинович занял владимирский престол, но уже в 1363 году был вынужден его оставить. С 1366 по 1382 он действовал уже как союзник московского князя. В 1365 году умер Андрей Константинович, и, пока Дмитрий Константинович дожидался ярлыка на княжение от хана Азиса, его младший брат Борис добыл себе ярлык у другого ордынского хана. Началась усобица. Примирить братьев пытался даже Сергий Радонежский, однако Борис был непреклонен. Только встретив войско у города Бережец, он покаялся перед братом.
В 1367 году в нижегородские пределы вторглись ордынцы во главе с Булат-Темиром. В битве у реки Сундовик они были разбиты и изгнаны за Пьяну. В 1370 году нижегородские князья помогали сместить с престола в Булгаре хана Осана и заменить его Салтаном. На 70-е годы XIV века пришелся расцвет княжества. В 1372 году был основан город Курмыш на Суре. В 1376 году, нижегородцы, вместе с московитами, вновь взяли Булгар и посадили там своего «даригу».
В 1382 году нижегородские князья, бывшие невольниками у татар, приняли участие в нападении Тохтамыша на Москву. В 1383 году умирает Дмитрий Константинович, и ярлык на княжение перекупает его брат Борис.
Существование уделов в Нижегородско-Суздальском княжестве (главный из уделов — Городецкий) и давление Орды способствовали обострению феодальных противоречий. Ориентация части нижегородских князей на монголо-татар противоречила объединительным стремлениям Москвы. В 1392 московский великий князь Василий I Дмитриевич отправился в Орду и выкупил у Тохтамыша ярлык на Нижний Новгород, после чего захватил его силой.
Весной 1393 года Василий Кирдяпа вместе с братом Симеоном вернули себе Нижний Новгород, но уже вскоре они были вынуждены его вновь уступить Москве. С этого времени московские великие князья удерживали Поволжье в своих руках, хотя князья Нижегородско-Суздальского княжества с помощью монголо-татар иногда добивались возвращения Нижнего Новгорода (1399 (1395), 1411—1414, 1440-е годы).

### Отношения с Золотой Ордой
После убийства хана Джанибека в 1357 году в Золотой Орде началась смута, свидетельствовавшая о начале распада единого государства. С 1357 по 1380 на золотоордынском престоле перебывало более 25 ханов.
Отдельные ордынские феодалы укрепляли свои владения на территориях, непосредственно граничащих с юго-восточными границами княжества. Ответной мерой стала постройка сторожевых крепостей на реках Киша и Сура, заставы в среднем течении реки Пьяны. В 1372 году на восточной границе княжества был основан город Курмыш.
Нижегородско-суздальские дружины периодически организовывали военные походы на территории саранских ханов. Наиболее крупный поход был организован в 1370 году на владения булгарского князя Хасана (Осана).
В 1367 году на р. Пьяне был разбит Булат-Темир. К середине 1370-х годов в Золотой Орде укрепилось влияние темника Мамая, который начал посылать отряды на территории Нижегородского Поволжья. В 1377 году в битве на реке Пьяне войско князя Дмитрия Константиновича было разбито, а Нижний Новгород сожжён войсками под предводительством Арапши. Затем Борис Константинович расправился с мордовским войском, совершившим грабительский набег на окрестности Нижнего.
В средневековых источниках сообщается о гибели на Куликовом поле (1380) 50 суздальских и 50 нижегородских бояр. Однако, историки высказывают сомнения в участии воинов Нижегородско-Суздальского княжества в Куликовской битве. В частности, российский историк А. А. Горский провёл подробный сравнительный анализ военного сбора 1380 года с аналогичными сборами 1375 года для похода на Тверь и 1386 года для похода на Новгород. Согласно его выводам, воины Нижегородско-Суздальского княжества не участвовали в сборе 1380 года (хотя участвовали в сборах 1375 и 1386 годов).

## Хронология
- 1341 — Городецкое княжество перешло к брату Александра Васильевича, Константину Васильевичу, затем к сыну Константина Васильевича, Андрею Константиновичу.
- 1350 — Константин Васильевич перенёс столицу в Нижний Новгород.
- 1356 — Андрей Константинович отдал Суздаль в удел своему брату, Дмитрию Константиновичу.
- 1359 — Дмитрий Константинович Суздальский получил ярлык на управление великим княжеством Владимирским.
- 1362 — великое княжество Владимирское передано Дмитрию Донскому (на тот момент ему 12 лет).
- 1363 — Дмитрий Суздальский возвратил себе Владимир, но ненадолго.
- 1365 — по смерти Андрея великим князем стал Дмитрий Константинович.
- 1366 — примирение Дмитрия Донского и Дмитрия Суздальского, брак Дмитрия Донского с дочерью Дмитрия Суздальского Евдокией.
- 1376 — совместный с Москвой поход на Булгар под началом Дмитрия Боброка.
- 1377 — Иван Дмитриевич, сын Дмитрия Суздальского, погиб в битве на реке Пьяне.
- 1380 — войска Нижегородско-Суздальского княжества приняли участие в Куликовской битве на стороне Дмитрия Донского. Практически всё войско Дмитрия Константиновича погибло в битве (в том числе около 100 бояр).
- 1382 — Дмитрий Константинович, во время похода Тохтамыша, желая обезопасить свое княжество, отправил в войско Ордынского хана своих сыновей: Василия и Симеона с тем, чтобы убедить хана в своей лояльности и избежать с ним войны. Эта цель была достигнута, но, находясь под Москвой, Василий и Симеон, поддавшись на обман, убедили горожан открыть ворота, что и позволило Тохтамышу захватить город. Впоследствии Тохтамыш забрал Василия в Орду.
- 1383 — смерть Дмитрия Суздальского, великим князем Нижегородско-Суздальским по ярлыку стал его брат Борис Константинович.
- 1387 — Василий Кирдяпа, сын Дмитрия Суздальского, покинул Орду с ярлыком на княжение.
- 1392 — Василий I Дмитриевич, сын Дмитрия Донского, захватил Нижний Новгород.
- 1393 (по другим данным 1395, по Соловьёву 1399) — Семён, сын Дмитрия Суздальского, пытался вернуть Нижний Новгород силой. Попытка оказалось удачной, однако царевич Ейтяк, шедший с ними как союзник, перебил и оставшихся защитников города, и нападающих. В это время московский Василий Дмитриевич купил ярлык на княжение, а Семёну и Василию передал в удел Шую. Василий Кирдяпа, недовольный этим решением, в 1394 отбыл в Орду, но не добился там успеха. Семён умер в Вятке в 1402, Василий умер в Городце в 1403.
- 1408 — Едигей стёр Городец с лица земли.
- 1445 — Улу-Мухаммед использовал Нижний Новгород в качестве опорного пункта в войне с Василием II Тёмным.
- 1446—1447 — Фёдор и Василий, сыновья Юрия Васильевича Шуйского, внуки Василия Дмитриевича Кирдяпы, при помощи Дмитрия Шемяки вернули себе Нижегородско-Суздальское княжество, однако после поражения Шемяки перешли на сторону Москвы.